# Cicindela lusitanica silvaticoides
Cicindela lusitanica silvaticoides é uma subespécie de insetos coleópteros pertencente à família Carabidae. 
A autoridade científica da subespécie é W. Horn, tendo sido descrita no ano de 1937.
Trata-se de uma subespécie presente no território português, nomeadamente em Portugal Continental. Está ausente da Madeira e dos Açores.
Trata-se de um endemismo português.